# كريستوفر بير
كريستوفر بير (بالإنجليزية: Christopher Bear)‏ هو موسيقي أمريكي، ولد في 19 يوليو 1982.

## وصلات خارجية
- الموقع الرسمي
- كريستوفر بير على موقع IMDb (الإنجليزية)
- كريستوفر بير على موقع ميوزك برينز (الإنجليزية)
- كريستوفر بير على موقع أول ميوزيك (الإنجليزية)
- كريستوفر بير على موقع ديسكوغز (الإنجليزية)
- كريستوفر بير على موقع قاعدة بيانات الفيلم (الإنجليزية)